# 計成
計 成（けい せい、Ji Cheng、1582年 - 1642年）は、明代の作庭家・風景画家。

## 生涯
蘇州府呉江県同里鎮に生まれる。
若い頃は風景画家およびプライベートガーデンデザイナーとして名を馳せ、2人の北宋画家を賞賛している（関同と荊浩）。
彼はその生涯の間に、中国南部に数多くのプライベートガーデンを設計した。晩年、彼は生涯の経験をランドスケープデザインに関するモノグラフをまとめており、これが『園冶』（园冶、Yuanye：The Craft of Gardens、1631年）である。
計成の『園冶』は世界で最初のランドスケープデザインに捧げられたモノグラフである。この作品は多くの言語に翻訳されていった。

トンリのフエイチュアン橋にある計成の35室ある旧邸宅は、現在、観光名所となっている。
「庭は人間の手によって作られていますが、まるで天国によって造られたかのように見えるはずです。」